# Paco León
Paco León (* 4. Oktober 1974 in Sevilla; bürgerlich Francisco León Barrios) ist ein spanischer Schauspieler, Regisseur, Drehbuchautor und Produzent. Bekannt wurde er durch seine Vielseitigkeit und seine Arbeiten, die häufig gesellschaftskritische und humorvolle Themen behandeln.

## Karriere
Paco León begann seine Karriere mit regionalen Fernsehformaten wie Mariquilla Ríe Perlas und Castillos en el Aire auf dem andalusischen Sender Canal Sur.
Seinen nationalen Durchbruch hatte er 2003 mit der Sketch-Comedy Homo Zapping auf Antena 3, in der er bekannte Fernsehfiguren parodierte. 2005 übernahm er die Rolle des Luisma in der Erfolgsserie Aída, in der er bis 2014 mitspielte. Die Figur eines liebenswürdigen Ex-Drogensüchtigen wurde zur Kultfigur.

## Regiearbeiten
2012 gab León mit Carmina o revienta sein Regiedebüt – ein halb-dokumentarischer Film über seine Mutter Carmina Barrios, die sich selbst spielt. Der Film wurde bei den Premios Goya und auf dem Festival in Málaga ausgezeichnet. Eine Fortsetzung unter dem Titel Carmina y amén folgte 2014.
Sein dritter Film Kiki, el amor se hace (2016) thematisiert verschiedene sexuelle Vorlieben in Form einer Episodenkomödie und war sowohl beim Publikum als auch bei der Kritik erfolgreich.
2022 veröffentlichte León Rainbow, eine moderne, queere Neuinterpretation von Der Zauberer von Oz, die auf Netflix erschien.

## Weitere Rollen
Internationale Bekanntheit erlangte León durch seine Rolle der trans Frau María José in der Netflix-Serie La Casa de las Flores.
In der spanischen Miniserie Besos al aire: Küssen verboten (2021), die während der COVID-19-Pandemie spielt, spielte er die Hauptrolle des Krankenpflegers Javi.

## Engagement und Privates
Paco León ist offen bisexuell und engagiert sich stark für LGBTQ+-Rechte sowie für HIV-/AIDS-Aufklärung. Er unterstützt unter anderem Organisationen wie Fundación Triángulo, Apoyo Positivo und StopSIDA.
Er stammt aus einer Künstlerfamilie; seine Mutter Carmina Barrios und seine Schwester María León sind ebenfalls Schauspielerinnen. Mit seiner langjährigen Partnerin, der Dramatikerin Anna R. Costa, hat er eine Tochter. Beide arbeiten regelmäßig gemeinsam an Film- und Fernsehprojekten, u. a. an Arde Madrid.

## Filmografie
- 2005: Schwule Mütter ohne Nerven (Reinas)
- 2013: Drei Hochzeiten zu viel (Tres bodas de más)
- 2016: Kiki – Leidenschaftlich Spanisch (Kiki, el amor se hace)
- 2017: Toc Toc – Eine obsessiv unterhaltsame Komödie (Toc Toc)
- 2018: Arde Madrid
- 2018: Die Pest (La peste, Fernsehserie, 6 Folgen)
- 2018: La tribu – Rhythmus liegt in der Familie (La tribu)
- 2018–2020: Blumige Aussichten (La Casa de las Flores, Fernsehserie, 23 Folgen)
- 2021: Besos al aire: Küssen verboten (Besos al aire)
- 2021: Blumige Aussichten: Der Film (The House of Flowers: The Movie)
- 2022: Massive Talent